# Kalininskij rajon (Oblast' di Tver')
Il Kalininskij rajon (in russo Калининский район?) è un rajon dell'oblast' di Tver', nella Russia europea; il capoluogo è Tver'. Istituito nel 1939, ricopre una superficie di 4163 chilometri quadrati.